# Fotografía y el Derecho

Símbolo de "Prohibido fotografiar".

En el Derecho, la fotografía está sujeta tanto a normas de sentido común como legales. El empleo particular no causaría conflictos legales; sin embargo por cuestiones de privacidad y derechos de autor, también como espionaje potencial, terrorismo y acoso, las leyes, donde existen, pueden ser complicadas promoviendo la escasez de libertad de expresión.
Edificios de la Unión Europea como la torre Eiffel de noche y el polémico Atomium son uno de los ejemplos de prohibición, siendo multados a aquellos que lo distribuyan. Eso se debe a que Francia, Bélgica e Italia no adpotan una cláusula opcional para la libertad de panorama.

## Legislación por país

### Reino Unido
En general, bajo la Ley del Reino Unido, nadie puede evitar que se fotografíe una propiedad privada desde un lugar público, y en general, el derecho de tomar fotos en una propiedad privada sobre el cual el permiso se está obteniendo es irrestringinda. Sin embargo un dueño de una villa permite a imponer cualquier condición así lo desean sobre la entrada de una propiedad, tales como prohibir o restringir fotografía. Dos ubicaciones públicas en el Reino Unido, la plaza de Trafalgar y la plaza del Parlamento, tienen una provisión específica de fotografía para fines comerciales.
Hacer fotografías de personas es una facultad irrestricta cuando el contexto tiene una expectación razonable de lo que se está fotografíando, tales como en la calle o en una atracción turística. La fotografía sin el consentimiento de alguien en un lugar donde tienen una expectativa razonable de intimidad, podría ser considerado contra la Convención Europea de Derechos Humanos, sin embargo en general allá no hay derecho de privacidad bajo la Ley del Reino Unido, y las fotografías de personas pueden usarse para cualquier fin. Además la fotografía persistente o agresiva de una persona puede venir bajo la definición legal de acoso.
Por lo general, las escuelas prohíben fotos y video de gente debido a razones de privacidad.

### Estados Unidos
Leyes locales, estatales y nacionales pueden existir tanto tomar foto como video. Las leyes pueden variar dependiendo de la jurisdicción, y pueden ser estrictas en algunos lugares y más indulgente en otras, por lo que es importante conocer las leyes presente en cada ubicación. Las típicas Leyes en Estados Unidos son las presentes:
- Generalmente es legal tomar foto o video a cualquier cosa y cualquier persona en un lugar público, con algunas excepciones.[8]
- Tomar video de una propiedad privada desde dentro del dominio público es legal, con la excepción de un área totalmente privada,[8] tal como una recámara, baño o cuarto de hotel. (Por ejemplo, puedes tomar una foto a una casa en la calle, pero no una recámara con las cortinas abiertas).
- Muchos lugares tienen ahora leyes que prohíben tomar fotos en áreas privadas debajo de la ropa sin el permiso de la persona. *Esta aplica alguien tomando fotos de otra persona dentro de un baño o cuarto de vestidores.
- Algunas jurisdicciones tienen totalmente excluido el uso de un teléfono con cámara dentro de un baño o un cuarto de vestidores en orden para evitar esto. Se espera que para todos los estados finalmente se tienen leyes pertenecientes a subrepticiamente tomando una foto de genitales.
- Tomar una foto en un avión está prohibida en muchos lugares, y muchos sistemas de tránsito masivo prohíben tomar fotografías o videos mientras que a bordo de autobuses o trenes o en el interior de las estaciones. Fotografía y videografía también están prohibidas en los EE. UU. Capitolio, en juzgados, y en edificios gubernamentales de vivienda información clasificada. Llevar un teléfono con cámara a uno de estos edificios no se permite tampoco.
- Tomando fotos, mientras que en la propiedad privada sigue muchas restricciones. El dueño de la propiedad se permite filmar sus propios bienes. Sin embargo, deben recibir la autorización de los demás sobre la propiedad que se le permitiera a la película esa persona.[8] Con el fin de cine de otros bienes, que sea necesaria una autorización recibida del propietario. Algunos restaurantes obligan pedir permisos antes de realizar fotografías.[9]
- Tomar fotos o vídeos a una atracción turística, ya sea propiedad pública o privada, generalmente se considera legal, a menos de que esté expresamente prohibido por señalamientos.
- La fotografía de una propiedad privada que está generalmente abierta al público (por ejemplo: un supermercado) está permitida a menos de que esté expresamente prohibido por señalamientos.
- Algunas jurisdicciones tienen leyes con respecto a tomar fotos en un hospital. Donde está permitido, tales filmación puede ser útil en la obtención de pruebas en los casos de abuso, descuido o negligencia.
- Uno no debe obstaculizar las operaciones de la ley de ejecución, médica, emergencia y seguridad personal para ser fotografiadas.
- Toda la filmación con la intención de hacer daño en contra de un sujeto puede constituir una violación de la ley en sí misma.

### México
La ley mexicana no es diferente de las leyes generales en países como Estados Unidos, sin embargo, como seguramente sucede en otros países, la ley no escrita puede ser la más fuerte: existen historias en México sobre fotógrafos atacados tanto por autoridades como por ciudadanos temerosos de lo que puede mostrar una imagen. Ejemplos típicos son el de alejar a niños de la vista de un individuo con cámara por temor a que las imágenes sean para preparar el secuestro del infante, el de que algunas adolescentes se tapan los ojos al colocar una cámara en su rostro, cuando un adolescente varón intenta fotografiarla, el de que algunos operadores del transporte público tocan el claxon, y en algunos casos, se bajan de la unidad, cuando se intenta fotografiarla, solo por mencionar algunos. Autoridades menores, como los vigilantes del perímetro de un edificio de gobierno pueden, sin apoyo de ley alguna, intimidar a quien levante una cámara en las cercanías.